# Presenning

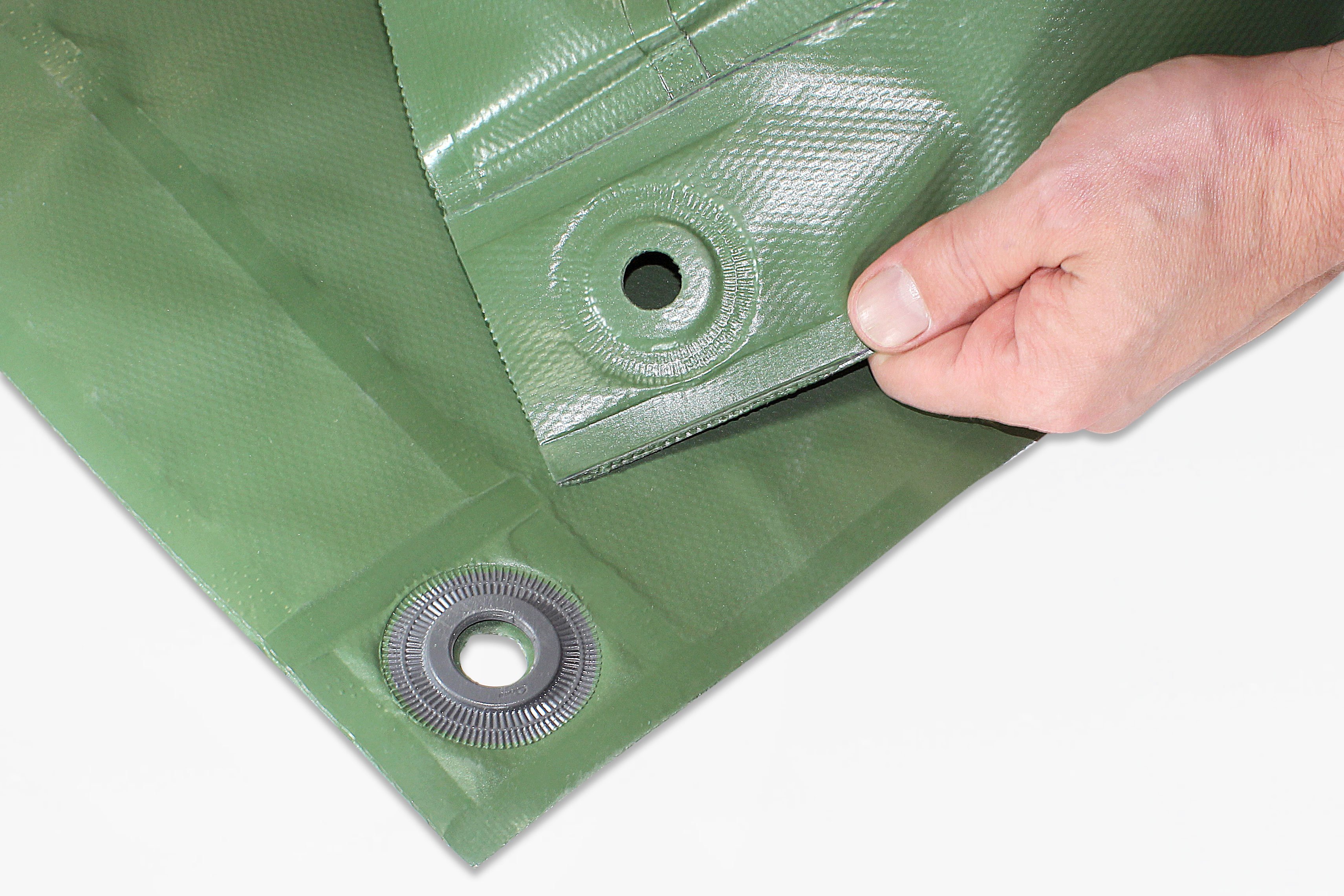
Kraftig PVC-presenning med HF-svetsade öljetter och svetsad bård.

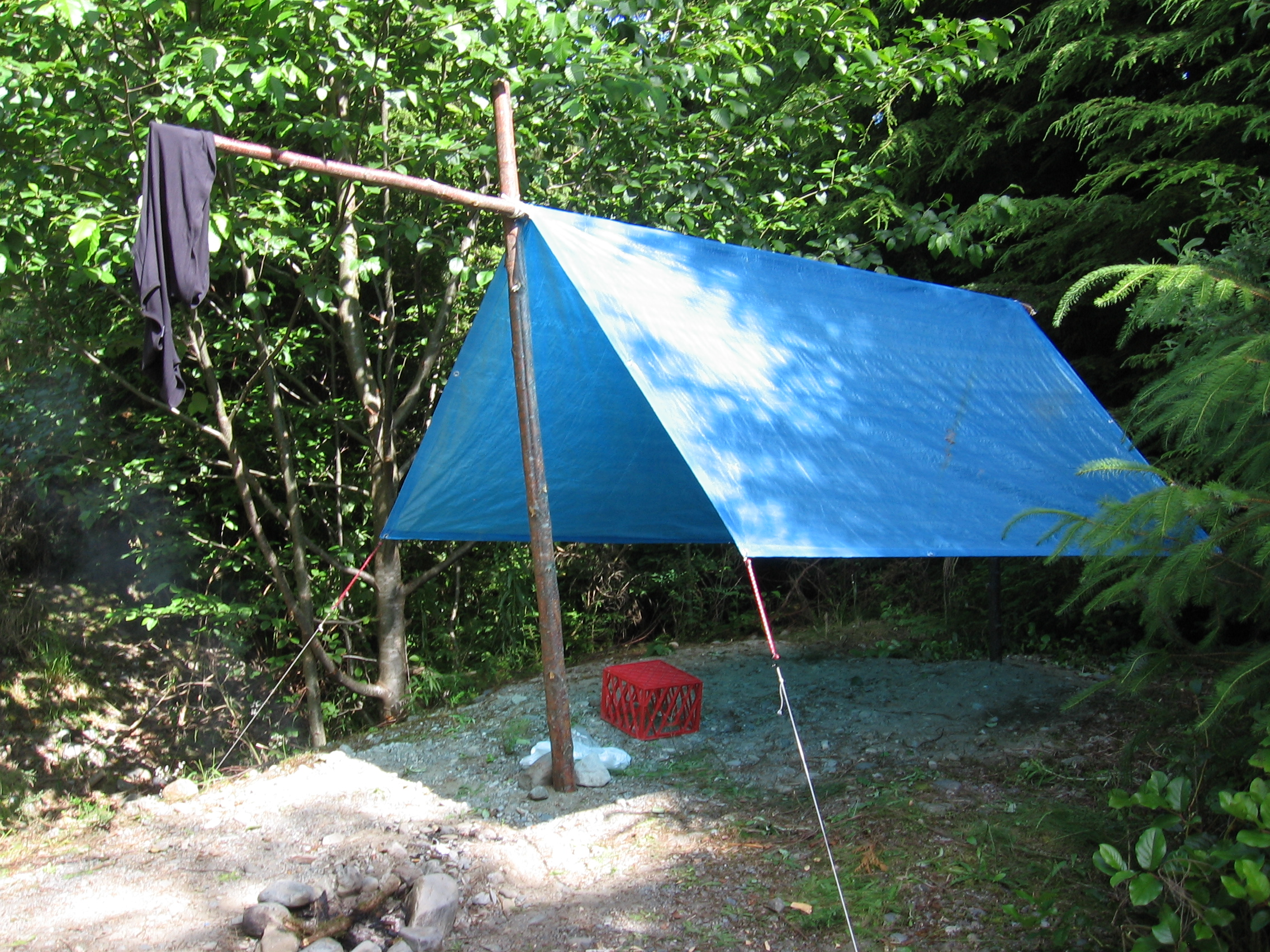
Ett improviserat tält av presenning (tarp).

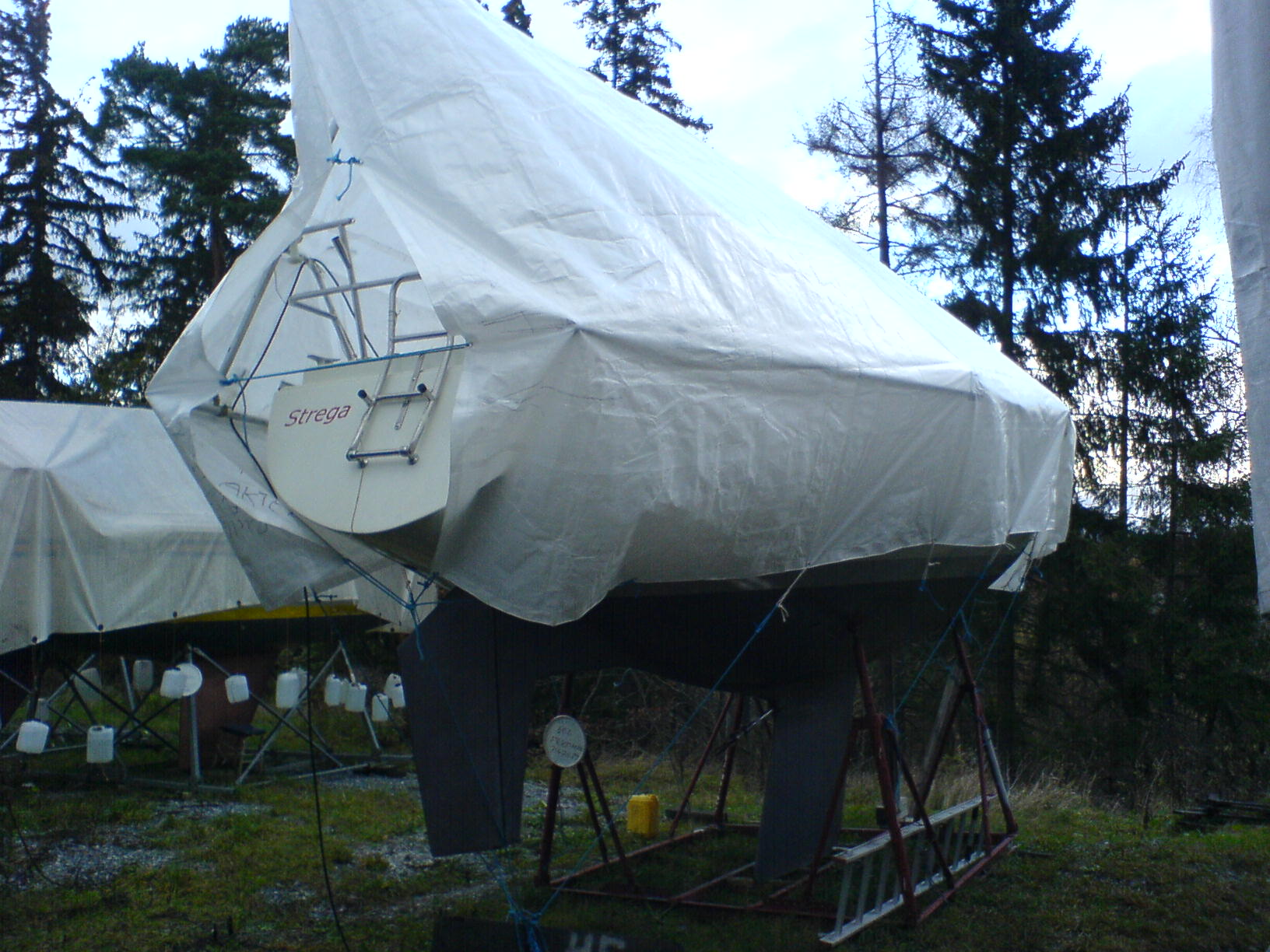
Presenning runt en båt.

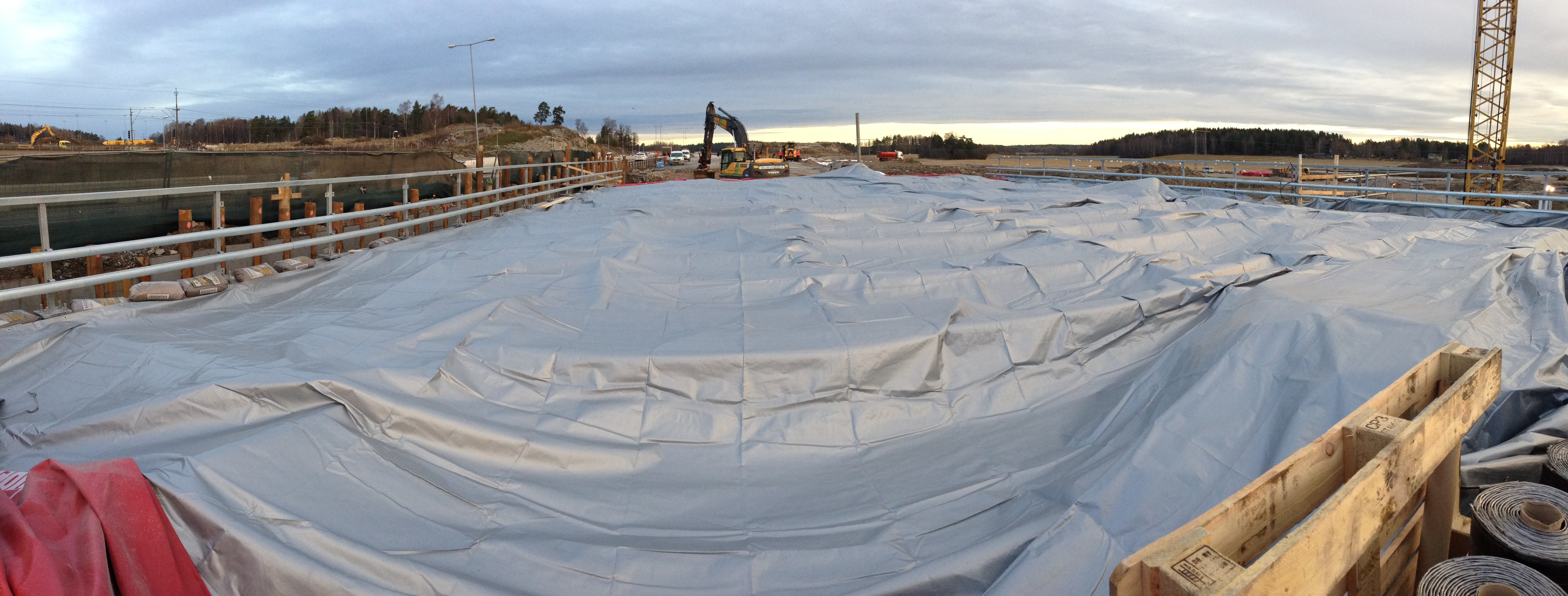
En extra stor presenning på 30 x 30 m.

En presenning är ett relativt stort rektangulärt skynke av vattentätt eller vattenavstötande material. De tillverkas oftast av någon typ av grovt tyg som exempelvis kanvas eller polyester övertäckt med någon form av plast som latex eller PVC. I hörnen på presenningar, och vid behov även längs sidorna, finns ofta korta tampar som används för att fästa presenningen så att den inte flyger iväg då det blåser. Hålen där tamparna fästs är förstärkta med så kallade öljetter, ringar av metall som är hårt förankrade i presenningen för att undvika att den rivs upp vid hårda påfrestningar. Storleken på presenningar är väldigt varierande beroende på användningsområdet men en konventionell presenning brukar vara mellan 3 och 15 meter på vardera ledd.

## Material
Presenningar tillverkas i många former och material men några av de vanligaste presenningar som tillverkas idag tillverkas i PVC- och PE-plast förstärkta genom armering med smala band av hållfast plast, inlagda i ett rutnät med några centimeters maskvidd. PVC-presenningar är i regel betydligt starkare än presenningar i PE-plast, men de har även en betydligt högre vikt. Det förekommer även vävburen plast i vissa typer av presenningar. Plastpresenningar är betydligt billigare än tygpresenningar, men har som regel dålig solhärdighet vilket gör att de inte har samma livslängd som en tygpresenning. PE-plast bryts ner av UV-strålarna i solen och blir snabbt svagt. För att förlänga livslängden tillsätts olika UV-skyddande kemikalier i PE-plast. PVC bryts inte ner av UV-strålar och är därför mer lämpade för utomhusbruk under lång tid.
En fuktig presenning blir tung, styv och svårhanterlig. Plastpresenningar kan även bli stela i stark kyla. Det är viktigt att fuktiga presenningar får torka luftigt, innan de viks ihop eller rullas, då de annars lätt angrips av mögel eller röta. Surrtamparna krymper då de blir våta, och våta tampar förlängs när de torkar. Detta måste beaktas när man väljer surrfästen så att ingenting skadas eller förstörs vid växlande väderförhållanden. Vid längre tids förvaring under presenning bör man se över surrningen regelbundet.
Presenningar kan utöver hållfastheten variera i färger och former. En vanlig kulör är grön. Andra kulörer är bland annat gul och röd. Formmässigt är presenningar generellt rektangulära, men i exempelvis partytält eller för båtar finns specialutformade former för att passa användningsområdet.
Det engelska namnet för presenning är tarpaulin och en förkortning av det namnet tarp används för att beteckna en lättviktspresenning av starkt, smidigt, vattenavvisande tyg, oftast polyester belagd med plast. En tarp används som regn-/sol-/vindskydd över rastplats eller bivack, antingen över tält / hängmatta eller istället för tält.

## Användning
Presenningar har ett flertal användningsområden, exempelvis som skydd mot diverse naturfenomen som vind, regn och solljus, som vindskydd eller tält i camping eller scouting, som droppskydd för målare, eller som ett skydd för båtar, vedhögar eller andra föremål. Presenningar används även vid marknadsstånd och partytält för att ge skydd mot sol och regn samtidigt som man behåller utomhuskänslan och lätt kan flytta omkring ståndet.